# Dôle (AOC)
 (janvier 2010).
Si vous disposez d'ouvrages ou d'articles de référence ou si vous connaissez des sites web de qualité traitant du thème abordé ici, merci de compléter l'article en donnant les références utiles à sa vérifiabilité et en les liant à la section « Notes et références ».
Pour les articles homonymes, voir Dôle.
La Dôle est un vin rouge AOC du Valais (Suisse).
La Dôle est un des vins suisses les plus connus. Contrairement à une opinion répandue, elle n'est pas un mono-cépage, mais l'alliance de deux cépages, le pinot noir qui lui apporte son tempérament et son bouquet et le gamay qui lui donne sa robustesse. La Dôle est souvent qualifiée de « capiteuse, racée et moelleuse ». Sa robe a des reflets de pourpre.

## Composition
La Dôle est issue de pinot noir pur ou d'un assemblage d'au moins 85 % de pinot noir et de gamay, au sein duquel le pinot noir doit être majoritaire. Les 15 % restants peuvent être constitués de n'importe quel autre cépage autorisé en Valais. 
Une dôle déclassée (catégorie II) peut prendre le nom de Goron. Ce vin doit être issu de cépages provenant du vignoble Valaisan. L'étiquette principale doit porter la dénomination spécifique « vin du pays ». Si ce vin est issu uniquement de Pinot noir ou de Gamay, il peut également être commercialisé sous la désignation du cépage liée à une indication de provenance (ex.: Gamay romand, Pinot noir suisse).

## Dôle blanche
La Dôle blanche est un vin rosé AOC du Valais produit à partir de pinot noir et de gamay pressé en blanc. Ce vin doit répondre aux mêmes exigences que la Dôle mais il doit répondre à la définition des vins blancs selon l'ODAL.
Ces cépages doivent répondre aux exigences de l'ordonnance AOC du 7 juillet 1993.